# Locais de sepultamento dos consortes da Inglaterra
Lista dos locais de sepultamento dos consortes reais da Inglaterra organizada em ordem cronológica de reinado.
As consortes reais eram as esposas dos monarcas e desde a fundação, até a criação do Reino Unido em 1707, houve um total de 45 consortes reais, sendo 42 mulheres e 3 homens. O primeiro consorte masculino reconhecido pelo Parlamento e pelo povo foi Filipe da Espanha, marido de Maria I, que recebeu o título de "Rei da Inglaterra" após o casamento. Os demais consortes masculinos eram tratados como Príncipes-Consortes. 
A lista desconsidera Maria II e Guilherme III, pois ambos foram coroados conjuntamente, como co-monarcas.
Ema da Normandia foi a única que se tornou consorte em duas ocasiões diferentes, a partir de dois casamentos, nos quais os dois maridos se tornaram reis. Isabel Woodville e Margarida de Anjou também foram consortes em duas situações diferentes durante a Guerra das Rosas, mas com o mesmo marido. O monarca que mais colecionou consortes foi Henrique VIII, tendo um total de 6.
A maior quantidade de consortes estão sepultadas na Abadia de Westminster, ao lado dos maridos.

## Locais de sepultamento dos consortes da Inglaterra

### Casa de Wessex
| Nome                  | Retrato | Cônjuge              | Reinado                       | Data de Falecimento    | Local de Sepultamento  | Foto do Local |
| --------------------- | ------- | -------------------- | ----------------------------- | ---------------------- | ---------------------- | ------------- |
| Elgiva de Shaftesbury |         | Edmundo I            | 939 – 944                     | 944                    | Abadia de Shaftesbury  |               |
| Atelfleda de Damerham |         | Edmundo I            | 944 – 26 de maio de 946       | Entre 962 e 991        | Desconhecido           |               |
| Elgiva                |         | Eduíno               | 955 – 958                     | 959                    | Catedral de Winchester |               |
| Alfrida               |         | Edgar                | 964 – 8 de julho de 975       | 17 de novembro de 1001 |                        |               |
| Elgiva de Iorque      |         | Etelredo             | 991 – 1002                    | 1002                   | Desconhecido           |               |
| Ema da Normandia      |         | Etelredo e Canuto II | 1002 – 25 de dezembro de 1013 | 6 de março de 1052     | Catedral de Winchester |               |

### Casa de Knýtlinga
| Nome                 | Retrato | Cônjuge   | Reinado                                         | Data de Falecimento | Local de Sepultamento | Foto do Local |
| -------------------- | ------- | --------- | ----------------------------------------------- | ------------------- | --------------------- | ------------- |
| Sigride, a Orgulhosa |         | Edmundo I | 25 de dezembro de 1013 – 3 de fevereiro de 1014 | Desconhecida        | Desconhecido          |               |

### Casa de Wessex (restaurada, primeira vez)
| Nome  | Retrato | Cônjuge    | Reinado                                         | Data de Falecimento | Local de Sepultamento | Foto do Local |
| ----- | ------- | ---------- | ----------------------------------------------- | ------------------- | --------------------- | ------------- |
| Edite |         | Edmundo II | 25 de dezembro de 1013 – 3 de fevereiro de 1014 | Desconhecida        | Desconhecido          |               |

### Casa de Wessex (restaurada, segunda vez)
| Nome            | Retrato | Cônjuge              | Reinado                                 | Data de Falecimento    | Local de Sepultamento                      | Foto do Local |
| --------------- | ------- | -------------------- | --------------------------------------- | ---------------------- | ------------------------------------------ | ------------- |
| Edite de Wessex |         | Eduardo, o Confessor | 1045 – 4 de janeiro de 1066             | 19 de dezembro de 1075 | Abadia de Westminster, Londres, Inglaterra |               |
| Edite de Mércia |         | Haroldo II           | janeiro de 1066 – 14 de outubro de 1066 | 1066                   | Desconhecido                               |               |

### Casa da Normandia
| Nome                       | Retrato | Cônjuge     | Reinado                                        | Data de Falecimento   | Local de Sepultamento                      | Foto do Local |
| -------------------------- | ------- | ----------- | ---------------------------------------------- | --------------------- | ------------------------------------------ | ------------- |
| Matilde de Flandres        |         | Guilherme I | 25 de dezembro de 1066 – 2 de novembro de 1083 | 2 de novembro de 1083 | Abadia das Damas, Caen, Normandia          |               |
| Edite (Matilda) da Escócia |         | Henrique I  | 11 de novembro de 1100 – 1 de maio de 1118     | 1 de maio de 1118     | Abadia de Westminster, Londres, Inglaterra |               |
| Adeliza de Lovaina         |         | Henrique I  | 24 de janeiro de 1121 – 1 de dezembro de 1135  | 23 de abril de 1151   | Abadia de Affligem, Brabante               |               |

### Casa de Blois
| Nome               | Retrato | Cônjuge | Reinado                                    | Data de Falecimento | Local de Sepultamento                | Foto do Local |
| ------------------ | ------- | ------- | ------------------------------------------ | ------------------- | ------------------------------------ | ------------- |
| Matilde de Bolonha |         | Estêvão | 22 de dezembro de 1135 – 3 de maio de 1152 | 3 de maio de 1152   | Abadia de Faversham, Kent,Inglaterra |               |

### Casa Plantageneta
| Nome                  | Retrato | Cônjuge      | Reinado                                         | Data de Falecimento     | Local de Sepultamento                             | Foto do Local |
| --------------------- | ------- | ------------ | ----------------------------------------------- | ----------------------- | ------------------------------------------------- | ------------- |
| Leonor da Aquitânia   |         | Henrique II  | 25 de outubro de 1154 – 6 de julho de 1189      | 1 de abril de 1204      | Abadia de Fontevraud, Fontevraud-l'Abbaye, França |               |
| Berengária de Navarra |         | Ricardo I    | 12 de maio de 1191 – 11 de junho de 1199        | 23 de dezembro de 1230  | Catedral de Le Mans                               |               |
| Isabel de Angoulême   |         | João         | 24 de agosto de 1200 – 19 de outubro de 1216    | 31 de maio de 1246      | Abadia de Fontevraud                              |               |
| Leonor da Provença    |         | Henrique III | 14 de janeiro de 1236 – 16 de novembro de 1272  | 24 de junho de 1291     | Abadia de Amesbury, Wiltshire Inglaterra          |               |
| Leonor de Castela     |         | Eduardo I    | 16 de novembro de 1272 – 28 de novembro de 1290 | 28 de novembro de 1290  | Abadia de Westminster, Londres                    |               |
| Margarida de França   |         | Eduardo I    | 8 de setembro de 1299 – 7 de julho de 1307      | 14 de fevereiro de 1317 | Igreja de Greyfriars, Londres                     |               |
| Isabel de França      |         | Eduardo II   | 25 de janeiro de 1308 – 20 de janeiro de 1327   | 22 de agosto de 1158    | Igreja de Greyfriars, Londres                     |               |
| Filipa de Hainault    |         | Eduardo III  | 24 de janeiro de 1328 – 15 de agosto de 1369    | 15 de agosto de 1369    | Abadia de Westminster, Londres                    |               |
| Ana da Boêmia         |         | Ricardo II   | 20 de janeiro de 1382 – 7 de junho de 1394      | 7 de junho de 1394      | Abadia de Westminster, Londres                    |               |
| Isabel de Valois      |         | Ricardo II   | 31 de outubro de 1396 – 30 de setembro de 1399  | 13 de setembro de 1409  | Convento dos Celestinos, Paris                    |               |

### Casa de Lencastre
| Nome               | Retrato | Cônjuge     | Reinado                                                                                | Data de Falecimento  | Local de Sepultamento                          | Foto do Local |
| ------------------ | ------- | ----------- | -------------------------------------------------------------------------------------- | -------------------- | ---------------------------------------------- | ------------- |
| Joana de Navarra   |         | Henrique IV | 7 de fevereiro de 1403 – 20 de março de 1413                                           | 10 de junho de 1437  | Catedral de Cantuária                          |               |
| Catarina de Valois |         | Henrique V  | 2 de junho de 1420 – 32 de agosto de 1422                                              | 3 de janeiro de 1437 | Abadia de Westminster, Londres                 |               |
| Margarida de Anjou |         | Henrique VI | 23 de abril de 1445 – 4 de março de 1461 e 20 de outubro de 1470 – 11 de abril de 1471 | 25 de agosto de 1482 | Catedral de S. Maurício, Angers, Anjou, França |               |

### Casa de Iorque
| Nome             | Retrato | Cônjuge     | Reinado                                                                              | Data de Falecimento | Local de Sepultamento                    | Foto do Local |
| ---------------- | ------- | ----------- | ------------------------------------------------------------------------------------ | ------------------- | ---------------------------------------- | ------------- |
| Isabel Woodville |         | Eduardo IV  | 1 de maio de 1464 – 20 de outubro de 1470 e 11 de abril de 1471 – 9 de abril de 1483 | 8 de junho de 1492  | Capela de São Jorge (Castelo de Windsor) |               |
| Ana Neville      |         | Ricardo III | 16 de junho de 1483 – 16 de março de 1485                                            | 16 de março de 1485 | Abadia de Westminster, Londres           |               |

### Casa Tudor
| Nome               | Retrato | Cônjuge       | Reinado                                         | Data de Falecimento     | Local de Sepultamento                                                  | Foto do Local |
| ------------------ | ------- | ------------- | ----------------------------------------------- | ----------------------- | ---------------------------------------------------------------------- | ------------- |
| Isabel de Iorque   |         | Henrique VII  | 18 de janeiro de 1486 – 11 de fevereiro de 1503 | 11 de fevereiro de 1503 | Abadia de Westminster, Londres                                         |               |
| Catarina de Aragão |         | Henrique VIII | 11 de junho de 1509 – 23 de maio de 1533        | 7 de janeiro de 1536    | Catedral de Peterborough, Cambridgeshire, Inglaterra                   |               |
| Ana Bolena         |         | Henrique VIII | 28 de maio de 1533 – 17 de maio de 1536         | 19 de maio de 1536      | Capela Real de São Pedro ad Vincula, Londres, Inglaterra               |               |
| Joana Seymour      |         | Henrique VIII | 30 de maio de 1536 – 24 de outubro de 1537      | 24 de outubro de 1537   | Capela de São Jorge (Castelo de Windsor)                               |               |
| Ana de Cleves      |         | Henrique VIII | 6 de janeiro de 1540 – 9 de julho de 1540       | 16 de julho de 1557     | Abadia de Westminster, Londres                                         |               |
| Catarina Howard    |         | Henrique VIII | 28 de julho de 1540 – 23 de novembro de 1541    | 13 de fevereiro de 1542 | Capela Real de São Pedro ad Vincula, Londres, Inglaterra               |               |
| Catarina Parr      |         | Henrique VIII | 12 de julho de 1543 – 28 de janeiro de 1547     | 5 de setembro de 1548   | Capela de Santa Maria, Castelo de Sudeley, Gloucestershire, Inglaterra |               |
| Guilford Dudley    |         | Joana Grey    | 10 – 19 de julho de 1553                        | 12 de fevereiro de 1554 | Capela Real de São Pedro ad Vincula, Londres, Inglaterra               |               |
| Filipe da Espanha  |         | Maria I       | 16 de janeiro de 1556 – 17 de novembro de 1558  | 13 de setembro de 1598  | Panteão dos Reis, Mosteiro do Escorial, Espanha                        |               |

### Casa Stuart
| Nome                       | Retrato | Cônjuge   | Reinado                                         | Data de Falecimento    | Local de Sepultamento                                                            | Foto do Local |
| -------------------------- | ------- | --------- | ----------------------------------------------- | ---------------------- | -------------------------------------------------------------------------------- | ------------- |
| Ana da Dinamarca           |         | Jaime I   | 24 de março de 1603 – 4 de março de 1619        | 4 de março de 1619     | Abadia de Westminster, Londres                                                   |               |
| Henriqueta Maria de França |         | Carlos I  | 13 de junho de 1625 – 30 de janeiro de 1649     | 10 de setembro de 1669 | Basílica de Saint-Denis, Saint-Denis, França                                     |               |
| Catarina de Bragança       |         | Carlos II | 21 de maio de 1662 – 6 de fevereiro de 1685     | 10 de novembro de 1705 | Panteão da Dinastia de Bragança, Igreja de São Vicente de Fora, Lisboa, Portugal |               |
| Maria de Módena            |         | Jaime II  | 6 de fevereiro de 1685 – 11 de dezembro de 1688 | 7 de maio de 1718      | Convento das Visitações, Chaillot, França                                        |               |
| Jorge da Dinamarca         |         | Ana       | 8 de março de 1702 – 1 de maio de 1707          | 28 de outubro de 1708  | Abadia de Westminster, Londres                                                   |               |

## Rerefências
1. ↑  Snowden, Becky; Post, 25-01-18 (25 de janeiro de 2018). «Britain's best places to see: Burial places of the English monarchs». Museum Crush (em inglês). Consultado em 15 de julho de 2024
2. ↑  Whitelock, Anna (2010). Mary Tudor: a Princess, a Bastard, a Queen. Reino Unido: Random House. p. 266. ISBN 978-0679603986
3. ↑  «Royal Tombs»